# Changling
Changling (chinesisch 长岭县, Pinyin Chánglǐng Xiàn) ist ein chinesischer Kreis der bezirksfreien Stadt Songyuan im Westen der Provinz Jilin. Er hat eine Fläche von 5.705 km² und zählt 639.205 Einwohner (Stand: Zensus 2010). Sein Hauptort ist die Großgemeinde Changling (长岭镇).